# Bernat II Tumapaler
Bernat II Tumapaler, mort després de 1064, va ser comte d'Armanyac de 1020 a 1063. Era el fill del comte d'Armanyac Guerau I Trancalleó (Tranchelion) i d'Adalais d'Aquitània (filla de Guillem V el Gran, duc d'Aquitània i comte de Poitiers, i de la seva segona dona, Brisca, hereva del ducat de Gascunya). El seu sobrenom de Tumapaler o Tumopaillès (potser: acumula-palla en gascó) s'aplicava a un home obac i taciturn.
Després de la mort sense posteritat del duc Eudes de Poitiers, va reivindicar la seva herència. El 1040 va entrar en possessió del comtat de Gascunya, és a dir de la part occidental de Gascunya. Però no va poder obtenir el comtat de Bordeus i el títol de duc de Gascunya que el 1044/1052 tornaren a Guiu Jofré (Guillem III de Gascunya, després duc Guiu Guillem VIII d'Aquitània), germanastre del duc Eudes i el segon marit de la seva vídua.
El 1058, Guiu Jofré havent heretat el comtat de Poitiers i el ducat d'Aquitània, li va disputar el comtat d'Armanyac.
Va dotar ricament el monestir de Saint-Mont, prop de Riscle, que havia estat fundat el 1036.
Cap a 1060, va lluitar amb l'arquebisbe d'Auch, sant Austindi, partidari dels ducs d'Aquitània, per al control de la regió. L'arquebisbe funda en aquesta època la ciutat de Nogaro on va aixecar una església i un claustre tenint per objectiu de reunir-hi les assemblees eclesiàstiques en lloc del monestir de Saint-Mont.
Va patir el 1063 una derrota enfront de Guiu Jofré de Poitiers, comte de Bordeus i d'Agen (Guillem VIII d'Aquitània o Guillem VI de Poitiers) a la batalla de La Castelle (entre Cazères i Granada d'Ador), i es va veure obligat a vendre-li per 15.000 sous els seus drets al ducat de Gascunya.
El 1063, després de la seva derrota a la batalla de La Castelle, va cedir el comtat d'Armanyac al seu fill Güerau II. Es va retirar a l'abadia de Cluny o prengué la tonsura, i després al monestir de Saint-Mont, prop de Riscle, on va morir, probablement després de 1079. L'any de la seva mort resta desconegut, perquè es proposen dates diferents: de 1064 fins a 1090.
De la seva esposa Ermengarda, casada el 1035, havia tingut:
- Guerau II († 1095)
- Arnau Bernat († 1080), comte d'Armanyac associat
- potser Gisla, casada amb Cèntul V († 1090), vescomte de Bearn